# Karjalanpiirakka

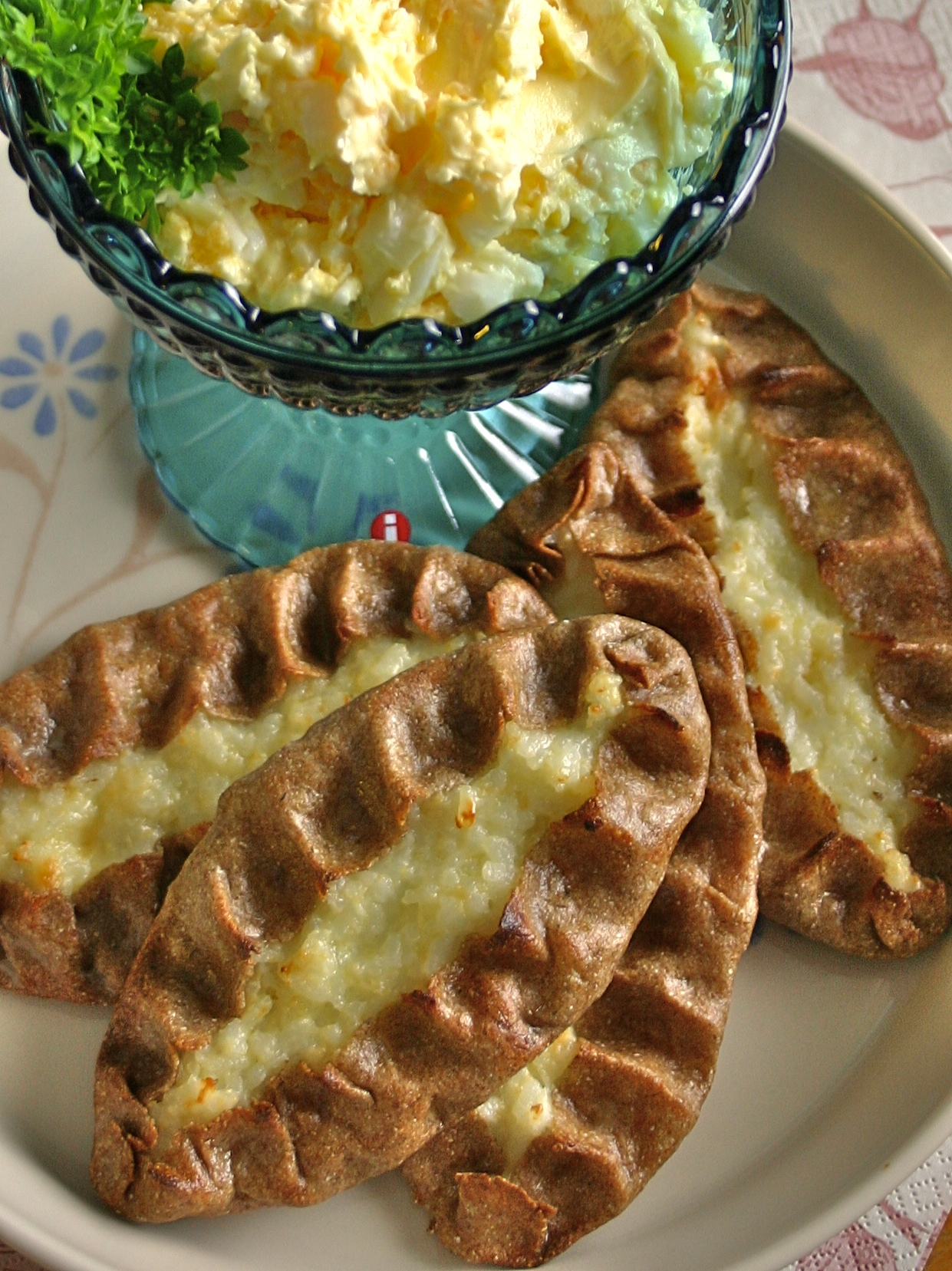

La karjalanpiirakka (letteralmente "crostata careliana") è un piatto tradizionale finlandese originario della regione della Carelia riconosciuto come  Specialità tradizionale garantita dall'Unione europea.
La torta in passato aveva di solito un impasto con farina di segale, ma altre varianti usavano farina di frumento per migliorarne la cottura. La farcitura più comune era orzo e kama. In seguito nel XIX secolo furono introdotte patate e grano saraceno e, più tardi, anche riso e miglio.
Attualmente nella ricetta più comune le karjalanpiirakka sono costituite da una sottile sfoglia di segale con ripieno di riso, sopra il quale spalmato del burro, spesso impastato con uova sode. Esistono varianti simili a tale pietanza in altri Paesi, conosciute principalmente con il nome di pirog.